# جون رومر
جون رومر (/ˈroʊmər/ من مواليد 1 فبراير 1945 في واشنطن العاصمة) هو اقتصادي وعالم سياسية أمريكي. يشغل حاليًا كرسي الأستاذية على اسم إليزابيث س. وأ. فاريك ستاوت للعلوم السياسية والاقتصاد بجامعة ييل. قبل انضمامه إلى جامعة ييل، كان عضوًا في كلية الاقتصاد بجامعة كاليفورنيا في ديفيس، وقبل انضمامه إلى الأكاديمية، عمل رويمر لعدة سنوات منظم عمال. إنه متزوج من ناتاشا رومر، ولديه ابنتان، ويعيش في مدينة نيويورك.
حصل رومر على درجة البكالوريوس في الرياضيات مع مرتبة الشرف من جامعة هارفارد في عام 1966. ثم التحق كطالب دراسات عليا في الرياضيات في جامعة كاليفورنيا ، بيركلي. نشط في الحركة المناهضة لحرب فيتنام، ونقل إلى برنامج الدكتوراه في الاقتصاد، حتى علّقت قبل الجامعة دراسته بسبب نشاطه السياسي. درّس الرياضيات في مدارس ثانوية في سان فرانسيسكو لمدة خمس سنوات. في نهاية المطاف عاد إلى بيركلي وحصل على درجة الدكتوراة في الاقتصاد عام 1974.
إن رومر زميل في جمعية الاقتصاد القياسي، وزميل سابق في غوغنهايم السابق وراسل ساغي، وهو عضو في الأكاديمية الأمريكية للفنون والعلوم، وزميل بالمراسلة في الأكاديمية البريطانية. تولى في الماضي منصب رئيس جمعية الاختيار الاجتماعي والرعاية الاجتماعية، وكان عضوا في هيئات تحرير العديد من دوريات الاقتصاد والعلوم السياسية والفلسفة. رومر حاليًا عضو في المجلس الاستشاري لأكاديميين يقفون ضد الفقر" (ASAP).

## مساهماته الأكاديمية
ساهم رومر بشكل رئيسي في خمسة مجالات: الاقتصاد الماركسياني، العدالة في التوزيع، المنافسة السياسية، الإنصاف وتغير المناخ، ونظرية التعاون.

### الاقتصاد الماركسياني
كان عمل رومر المبكر محاولة لتوضيح المواضيع الرئيسية للاقتصاد الماركسياني باستخدام أدوات التوازن العام ونظرية اللعبة. في رومر (1982)، اقترح نموذجا من الوكلاء يمكن تمييزهم بحسب هباتهم، كان عليهم أن يختاروا المهن التي تشمل إما بيع العمالة، أو توظيف العمالة، أو العمل على مخزون رأس المال الخاص. من خلال الاستفادة المثلى من أسعار السوق، يختار الوكلاء واحدة من خمس وظائف طبقية، تتكون كل منها من مجموعات مختلفة من هذه الأنشطة الثلاثة. ويؤدي ذلك إلى إنشاء بنية طبقية، تكون تسميتها الزراعية فيه هي الملاك (الذين لا يستأجرون سوى العمال)، والفلاحين الأغنياء (الذين يستأجرون العمل ويعملون في حقولهم)، والفلاحين المتوسطين (الذين يعملون فقط لأنفسهم ولا يشاركون في العمل السوق)، والفلاحين الفقراء (الذين يعملون على أرضهم الخاصة ويبيعون عملهم)، والعمال المعدمين (الذين يبيعون العمل فقط). وبصرف النظر عن هذا التصنيف، يكون الأفراد إما مستغِلين أو مستغَلين، بناء على ما إذا كانوا يستهلكون بضائع تجسد عملًا أكثر أو أقل مما ينفقونه. النتيجة المركزية، مبدأ تماثل الاستغلال الطبقي (CECP)، تنص على أن الأفراد الذين يستفيدون من توظيف العمالة هم بالضرورة مستغِلون، بينما الذين يبيعون عملهم هم مستغَلون. وهكذا، فإن مبدأ ماركسيانيا كلاسيكيا، يطرح كحقيقة في كتابات ماركس، يكون هنا مبرهنة. يتم توفير Microfoundations للعلاقة بين الاستغلال والطبقة.
في نماذج بسيطة (على سبيل المثال، من Lontief)، فإن تعريف «العمل المتجسد في البضائع» يكون واضحًا. مع مجموعات إنتاج أكثر تعقيدًا، فهي ليست كذلك، وبالتالي فإن تعريف الاستغلال ليس جليًّا. كان برنامج رومر حينها أن يقترح تعاريف زمن العمل المتجسد، بالنسبة للاقتصادات ذات مجموعات الإنتاج الأكثر عمومية، والتي من شأنها الحفاظ على CECP. وأدى ذلك إلى ملاحظة أنه بالنسبة لمجموعات الإنتاج العامة، لا يمكن تحديد وقت العمل المتجسد قبل أن يعرف المرء أسعار التوازن. وهكذا، وعلى عكس ماركس، فإن قيمة العمل ليست مفهوما أكثر جوهرية من الأسعار.

### عدالة التوزيع
أدى عمل رومر في الاستغلال إلى الاعتقاد بأن السبب الأساسي للاستغلال هو عدم المساواة في ملكية الأصول الإنتاجية، بدلاً من نوع الاضطهاد الذي يحدث في عملية العمل في نقطة الإنتاج - وهذا الرأي الأخير تمسك به الكثيرون في «اليسار الجديد» (راجع، على سبيل المثال، كتاب برافرمان العمل ورأس المال الاحتكاري). أثناء كتابته نظرية عامة للاستغلال والطبقة (1982) ، التقى رومر بالفيلسوف ج. أ. كوهين والمنظر السياسي جون إلستر: لقد شكلوا وآخرون مجموعة من الماركسيين، وعلماء الاجتماع الشباب والفلاسفة ذوي التفكير المماثل الذين رأوا مهمتهم في إعادة بناء الماركسية على أسس تحليلية صلبة، باستخدام التقنيات الحديثة. انضم روير إلى هذه المجموعة في عام 1981. متأثرًا بشدة بكوهين، الذي أصبح كتابه نظرية كارل ماركس في التاريخ: دفاع (1978) المعيار الذهبي للماركسية التحليلية. بعد أن قرر أن عدم المساواة في ملكية الأصول كان السبب الرئيسي في عدم المساواة الرأسمالية، بدأ رومر، متأثرا بكوهين، بقراءة المؤلفات الفلسفية حول المساواة. أُعجب بكتابات رونالد دوركين، الداعية إلى نوع من المساواة في الموارد. لكن في كتابه المساواة في الموهبة ، بيّن أن سوق التأمين الافتراضي الذي افترض دوركين حدوثه خلف ستار من الجهل لم يكن كافياً لتعويض قليلي المواهب الطبيعية أو ذوي الحظ السيئ في يانصيب الولادة، كما كان دوركين يقصد. في الواقع، فإن سوق تأمين دوركين يُمكّن نقل الثروة من المعوقين إلى الأشخاص القادرين بشكل مَرَضيّ. وقد اقترح رومر، متأثرا أيضاً بمقترح ريتشارد أرنيسون، مفهوما لتكافؤ الفرص، حاول تطبيق برنامج دوركين وأرنسون، أي تعويض الأشخاص عن سوء حظهم في يانصيب الولادة، لكن مع تحميلهم مسؤولية خياراتهم والجهد الذي بذلوه. قام بتوسيع هذه النظرية، حيث اقترح خوارزمية يمكن للمجتمع فيها أن يساوي الفرص المتاحة في مسألة معينة (القدرة على كسب الأجور، الدخل، الصحة)، بما يتفق مع وجهة نظره الخاصة حول العوامل التي ينبغي أن يكون الأفراد مسؤولين عنها، وأي العوامل تحتاج إلى تعويض. أنتج رومر وشركاه عددًا من التطبيقات لهذا النهج. استخدم البنك الدولي هذا النهج لتقييم عدم تكافؤ الفرص في البلدان النامية.

### المنافسة السياسية
كان رومر مهتمًا بشكل طبيعي بـ «الصراع الطبقي الديمقراطي»، أي الطريقة التي تتنافس فيها الطبقات في الديمقراطيات على مصالحها المتعارضة. كان غير راضٍ عن مفهوم التوازن السياسي، توازن أوتيلنج-داونز، لعدة أسباب: أولاً، لأنه يفرض أن المفكرين السياسيين لا يهتمون إلا بفوزهم في الانتخابات، بدلاً من اهتمامهم بتمثيل الناخبين، وثانياً، المفهوم هش للغاية، إذ أن التوازن موجود، بشكل عام، فقط في حالة كانت حيّز السياسة أحادي البعد. في كتاب الاقتصاد السياسي الديمقراطي للضرائب التصاعدية، اقترح فكرة التوازن السياسي في المنافسة الحزبية، التي استغلت فكرة وجود فصائل في منظمات. في أحد النماذج المقترحة، تتألف كل منظمة حزبية من ثلاثة فصائل: المتشددين، الذين يرغبون في اقتراح سياسة تعم بأقصى فائدة ممكنة بالمتوسط لمصوتي الحزب، الانتهازيين، الذين يرغبون في تعظيم احتمالات النصر فحسب، والإصلاحيين، الذين يرغبون في تعظيم المنفعة المتوقعة لناخبيهم. يحدث التوازن بين اقتراحات السياسة لكل طرف، بحيث لا يمكن لأي طرف أن يحيد نحو سياسة أخرى لا تحقق غايات جميع الفصائل الثلاثة. ويمكن النظر إلى هذا المفهوم، الذي يطلق عليه اسم «إجماع الأحزاب» (PUNE)، على أنه يشتمل على مساومات ناش بين الفصائل داخل كل حزب، وتوازن ناش بين الأحزاب المختلفة. بالإضافة إلى وصف ما يبدو أنه يحدث في المنافسة بين الأحزاب، فإن مفهوم PUNE يتميز بأنه موجود بغض النظر عن عدد أبعاد حيّز السياسة. (في الحقيقة، بوجود طرفين، يمكن وجود مجموعة ثنائية أو متعددة الأوجه للتكافؤ، في ظروف معقولة.) عمم رومر وزملاءه هذه النظرية، وطبوقها على عدد من الأمثلة في مقالة عام 2001. كما طُبِّقَت على تحليل الانتخابات في أربعة بلدان، حيث افتُرض فيها أن بُعْدي السياسة هي الضرائب والهجرة (أو مسألة السباق). كما درس رومر نموذجا ديناميكيا، كان السؤال المطروح فيه هو ما إذا كانت المنافسة السياسية على مدى فترة طويلة يؤدي إلى تحقيق المزيد من المساواة الاقتصادية، من خلال سياسات تم اختيارها ديمقراطيا لتمويل التعليم.

### العدالة والتغير المناخي
بالتعاون مع هومبرتو لافادور وجواكيم سيلفستر، قام رومر بتطوير نظرية رسمية حول الاستدامة، طبقها المؤلفون على مشكلة التغير المناخي
. بدلاً من تحقيق الحد الأقصى لمحصلة المنافع المخصومة للأجيال المستقبلية، وهي الممارسة التي يمارسها معظم الاقتصاديون العاملون في مجال التغير المناخي، يقوم المؤلفون بتحقيق الحد الأقصى مما يحافظ على أعلى مستوى ممكن من الرفاهية، أو يحافظ على النمو في الرفاهية بمعدل نمو معين. انتقد النهج النفعي المخصوم. كما اقترح المؤلفون كيفية حل مشكلة المساومة بين الشمال والجنوب العالميين في توزيع حقوق إطلاق غازات الدفيئة. لا يبدأ الاقتراح من الموقف الأخلاقي الذي يفترض توزيعًا أوليًا لحقوق التلوث على الدول، بل بإقرار وجود دوافع سياسية المؤلفون بضرورتها لإمكانية التوصل إلى اتفاق.

### التعاون
على الرغم من أن علماء الأحياء التطورية، وعلماء الأنثروبولوجيا، والاقتصاديين السلوكيين يعتبرون بشكل متزايد أن الإنسان العاقل نوع تعاوني، فإن كل النظريات الاقتصادية تقريبًا تفترض سلوكًا غير تعاوني: نظرية التوازن العام ونظرية الألعاب غير التعاونية هي الأدوات الرئيسية لذلك. وحتى نظرية الألعاب «التعاونية» لا تشكل نموذجًا للتعاون، ولكنها تعامله على أنه صندوق أسود: حيث يتم التعامل مع قيم الائتلافات في لعبة تعاونية على أنها معطى، ولا يتم شرح كيفية قيام الائتلافات بإنتاج هذه القيم. في رومر وسيلفستري (1993)، أثبت المؤلفان أن في البيئات الاقتصادية العامة يوجد توزيع للحصص أطلقوا عليه اسم الحل التناسبي (PS): توزيع للبضائع والعمل بحسب أمثلية باريتو، فيه يحصل الفرد على سلع تتناسب قيمتها (في أسعار كفاءة ملائمة) مع قيمة عملهم المبذول. وعلى وجه الخصوص، إذا أمكن تحقيق مثل هذا التخصيص، فإنه سيصحح أوجه القصور التي تظهر في توازن ناش المعروف باسم مأساة المشاعات. أظهر رومر (1996) أن الحل التناسبي هو «توازن كانطي» في لعبة طبيعية. في توازن ناش يسأل اللاعب، بشكل أوتوماتيكي، ما إذا كان بإمكانه تحسين ربحه بواسطة تغيير تصرفاته، بافتراض أن جميع أعمال الآخرين تبقى ثابتة. في التوازن الكانطي، يقوم اللاعب بتغيير عرض العمل الخاص به بمضاعِف معين، إذا كان يفضل أن يقوم جميع اللاعبين بتغيير عرض عملهم بحسب نفس المضاعِف. وبعبارة أخرى، لا يتخذ إجراءً إلا إذا كان يفضل الوضعية التي يكون فيها هذا الإجراء «كونيّا». إن التوازن الكانطي هو متجه لعروض العمال لا يرغب فيه أي لاعب في مضاعفة جميع العروض بأي عدد غير سالب. هذا يجسد نوعًا من التعاون - لا يفكر الوكلاء في أن يحيد بشكل مستقل عن الآخرين، ولكن فقط بالتنسيق مع الآخرين. في رومر (2011)، يتبين أنه في مجموعة متنوعة من الألعاب ، يوفر التوازن الكانطي توزيعا بحسب أمثولة باريتو - فهي تصحح انعدام الكفاءة المرتبطة بتوازن ناش. على وجه الخصوص ، إذا تعلمت قبيلة من الصيادين ، القاطنين على ضفاف بحيرة ، الأمثلة بحسب الطريقة الكانطية ، فسوف يستخدمون البحيرة بطريقة فعالة ، متجنبين مأساة المشاعات.

## راجع أيضا
- نموذج رومر للمنافسة السياسية

## وصلات خارجية
- Homepage
- جون رومر منشورات مفهرسة من قبل جوجل سكولار   with links to publication descriptions (and some PDFs) by annual frequency of citation.
- Professor Roemer on 'Equality in an Era of Responsibility' Podcast of lecture for the Foundation for Law, Justice and Society, Oxford, 29 April 2009
- "John E. Roemer". جايستور. مؤرشف من الأصل في 2020-04-14.